# Gabriele Suhrborg

Gabriele Suhrborg (2017)

Gabriele Suhrborg (geb. Saigge, * 31. Mai 1959 in Haldern) ist eine deutsche Künstlerin und Autorin.

## Leben
Gabriele Suhrborg wurde als drittes Kind der Eheleute Friedrich und Maria Saigge geboren. Nach dem Realschulabschluss begann sie eine kaufmännische Ausbildung in der Grundstücks- und Wohnungswirtschaft. Seit 1984 widmete sie sich zunehmend ihren kreativen Arbeiten. 1986 heiratete sie den Unternehmer Hans Dieter Suhrborg, Sohn der niederrheinischen Künstlerin Erna Suhrborg. Ihre Wohnsitze hat sie zusammen mit ihrem Ehemann in Wesel am Niederrhein und auf Sylt.
Der Ursprung ihrer künstlerischen Arbeit liegt in der Auseinandersetzung mit Menschen und Gesichtern. Die unterschiedlichsten modellierbaren Materialien finden bei der Gestaltung der Unikate Verwendung und lassen geformte oder gemalte Arbeiten oder Collagen entstehen. Sie ist als vielseitige Künstlerin bekannt.
In den 1990er Jahren entstand ihre erste Schmuckkollektion aus Gold und Silber mit Edel- und Halbedelsteinen.
Mit den Jahren hat sie sich neben der darstellerischen Arbeit auch dem geschriebenen Wort gewidmet.
Es wurden mehrere Bücher veröffentlicht, u. a. Zwiegespräch 2011. Danach folgten Gehe Wege und weitere Textveröffentlichungen.
Seit 2015 gibt es nun auch Exponate für den Außenbereich in Form von gegossenen Bronzeplastiken, Guss- und Stahlelementen.
Ihre Arbeiten werden regelmäßig in Ausstellungen präsentiert. Diverse Arbeiten befinden sich im öffentlichen Besitz.
2017 stifteten Hans Dieter Suhrborg und Gabriele Suhrborg erstmals in Zusammenarbeit mit der Stadt Wesel den Erna-Suhrborg-Kunstpreis zur Förderung von Künstlerinnen ohne akademische künstlerische Ausbildung. Dieser Preis wird im Rahmen eines Wettbewerbes alle drei Jahre verliehen.

## Ausstellungen
- 1991 "Kunst im Turm" (Wesel) gemeinschaftliche Ausstellung mit der Künstlerin Erna Suhrborg
- 1997 "Gesichter-Masken-Objekte" Ausstellung im Rathaus Rees, Einzelausstellung
- 2000 "Gesichter-Masken-Objekte" Stadtgalerie Alte Post in Westerland/Sylt, Einzelausstellung
- 2001 "Das Leben ist zu kurz um einseitig zu sein" Volksbank Rhein-Lippe eG in Wesel, Einzelausstellung
- 2004 "Sinnbilder" Fotos auf Leinwand, Restaurant ART, Wesel
- 2005 "Kopfwelten und Bildgeburten" Kaamp Hüs, Kampen/Sylt, Einzelausstellung
- 2005/2006 Fotos auf Leinwand, Restaurant Fitschen am Dorfteich, Wennigstedt/Sylt im Rahmen des Schleswig-Holstein Gourmet-Festivals
- 2006 "Köpfe-Schmuck" Commerzbank Wesel
- 2007 "Wege" St. Martini Kirche, Wesel, Einzelausstellung
- 2009 "Kopfarbeiten" Verbandssparkasse Wesel, Einzelausstellung
- 2011 "Im Dreiklang" Museum und Heimathaus Eiskeller, Wesel-Diersfordt
- 2012 "Vielfalt" Galerie Grafic & Arts, Hamminkeln, Einzelausstellung
- 2015 "ALTes – NEUes" Restaurant ART, Wesel, Einzelausstellung
- 2017 "Mit NICHTS fängt alles an" Städtisches Museum Wesel, Galerie im Centrum, Einzelausstellung
- 2018 Ausstellungsbeteiligung im Restaurant ART, Wesel
- 2022 Ausstellung  "Kopfsachen" Bürgermeisterhaus,  Essen[1]
- 2024 Ausstellung "Auszeit" Niederrheinische Sparkasse RheinLippe, Wesel

## Werke
- 2011 Zwiegespräch. Verlag: Epubli  ISBN 978-3-8442-0498-8
- 2011 GEHEWEGE. Bilderbuch für Erwachsene, Verlag: Epubli ISBN 978-3-8442-0558-9
- 2015 "Zeitreise" Das begleitende Buch zur Ausstellung
- 2015 "Gesehen Gedanken Lesen" Ein Fotobuch mit Texten von Gabriele Suhrborg / Fotos Dagmar Heitfeld
- 2017 "Mit NICHTS fängt alles an." Ein Begleitbuch zur Ausstellung.
- 2024 "Auszeit" Ein Begleitbuch zur Ausstellung
- 2024 "Natürliche Gedanken....kommen und gehen" Ein Fotobuch mit Texten von Gabriele Suhrborg / Fotos von Dagmar Heitfeld
- 2024 "Augenblicke.....genießen" Ein Fotobuch mit Texten und Fotos von Gabriele Suhrborg